# Hartmut Bebermeyer
Hartmut Bebermeyer (* 19. September 1924) ist ein deutscher Journalist, Publizist, Volkswirt und Ministerialbeamter.

## Leben und Tätigkeit
1941 wurde Hartmut Bebermeyer zur Wehrmacht einberufen, war 1944 Oberfähnrich zur See und geriet gegen Kriegsende in Gefangenschaft. Nach seiner Entlassung nahm er 1946 ein Studium der Wirtschaftswissenschaften auf. 1945 wurde er Mitglied der Studentenverbindung Normannia Tübingen. 1949 war er für ein Jahr Volontär in der Redaktion des „Reutlinger Generalanzeigers“. 1950 wurde Bebermeyer Redakteur und Leiter des Wirtschaftsressorts bei der „Südwest-Presse“ in Tübingen.
1959 trat Bebermeyer in den Staatsdienst ein und wurde Hilfsreferent in dem Minister und Staatssekretär direkt unterstellten Referat LP (Öffentlichkeitsarbeit, Information) des Bundesministeriums für Wirtschaft. 1963 wechselte er an das Bundeskanzleramt, wo er zunächst Hilfsreferent im Kanzlerbüro und ab 1966 Leiter des Referats Politische Planung wurde.
In Vorbereitung auf den Bundestagswahlkampf 1965 gehörte er als Ministerialrat neben Rüdiger Altmann, Hermann Blome, Johannes Gross, Manfred Koch-Hillebrecht, Rudolf Wildenmann sowie Ministerialrat Hartmut Bebermeyer und Hans Klein zu den wichtigen Mitgliedern von Ludwig Erhards „Sonderkreis“, einem Beraterkreis nach dem Vorbild der US-amerikanischen Spin-Doctors, der Erhard in PR-Fragen zu aktuellen politischen Themen unterstützte und beriet.
Von 1968 bis 1970 war er Mitglied des Planungsstabes und danach Gruppenleiter Politische Planung. 1973 ging Bebermeyer an das Wirtschaftsministerium zurück, wo er Ministerialdirigent und Abteilungsleiter bis 1982 tätig war.

## Schriften (Auswahl)
- Hartmut Bebermeyer: Regieren ohne Management? Planung als Führungsinstrument moderner Regierungsarbeit (= Bonn aktuell, Band 17). Verlag Bonn Aktuell, Stuttgart 1974, ISBN 3-87959-022-2.
- Hartmut Bebermeyer: Das Beziehungsfeld politische Planung und strategische Unternehmensplanung. Mit einer empirisch-analytischen Untersuchung der Planungsentwicklung in der Bundesregierung von 1966 bis 1983 (= Europäische Hochschulschriften, Reihe 5: Volks- und Betriebswirtschaft, Band 637). Lang, Frankfurt am Main, Bern und New York 1985, ISBN 3-8204-5698-8, zugleich: Dissertation, Technische Universität, Berlin, 1985.
- Hartmut Bebermeyer, Christian Thimann: Die ökonomische Bedeutung der US-Streitkräfte in der Bundesrepublik. Eine Kosten-Nutzen-Analyse (= Beiträge zur Wirtschafts- und Sozialpolitik, Nr. 173 = 1989, Nr. 7). Dt. Inst.-Verlag, Köln 1989, ISBN 3-602-24773-2.
- Hartmut Bebermeyer (Hrsg.): Deutsche Ausfuhrkontrolle 1992. Rechts- und Verfahrensvorschriften für den Export von Rüstungsgütern. Bernard und Graefe, Bonn 1992, ISBN 3-7637-5916-6.